# Грюнберг, Карл (писатель)
Карл Грюнберг (нем. Karl Grünberg; 5 ноября 1891, Берлин, Германия, — 1 февраля 1972, Берлин, ГДР) — немецкий писатель, журналист и левый общественный деятель.

## Биография
В 1911 году Грюнберг вступил в СДПГ, в 1919 году перешел в НСДПГ, а в 1920 году окончательно примкнул к коммунистам. Он являлся одним из основателей Союза пролетарских революционных писателей (1928—1935). После прихода нацистов к власти книги Грюнберга оказались в числе книг, сожженных 10 мая 1933 года, а сам он подвергался заключению в концлагере. Позже, выйдя на свободу, участвовал в антифашистском сопротивлении.
В последние дни апреля 1945 года Грюнберг стал одним из организаторов «Народного комитета Берлин-Панков». 2 мая комитет выпустил первое воззвание к жителям Панкова. Непосредственно после окончания войны Грюнберг воссоздавал в Панкове местное судоустройство. В течение нескольких лет он был редактором газеты Tägliche Rundschau, но основным его занятием вплоть до конца жизни являлась литература.
В 1953 году Грюнберг стал лауреатом Национальной премии ГДР.
Похоронен на берлинском кладбище Грюнау.

## Книги
- Die sozialistische Volkswehr, 1919.
- Brennende Ruhr (в русском переводе — «Пылающий Рур»), 1928.
- Der Moloch, 1931 (в 1960 году переиздана под названием «Gloria Victoria»).
- Das Schattenquartett, 1948.
- Hitlerjunge Burscheidt, 1948.
- Die Flucht aus dem Eden (в русском переводе — «Побег из отеля „Эдем“»), 1949.
- Golden fließt der Stahl, 1950.
- Hans Garbe — Der Mann im feurigen Ofen // Helden der Arbeit. Aus dem Leben und Wirken der Helden unserer Zeit, 1951.
- Es begann im Eden, 1951/1953.
- Episoden. Erlebnisreportagen aus sechs Jahrzehnten Kampf um den Sozialismus, 1960.
- Mit der Zeitlupe durch die Weimarer Republik, 1960.
- Der Goldschatz in der Taiga, 1961.
- Die Getreuen vom Galgenberg, 1965.
- Von der Taiga bis zum Kaukasus. Erlebnisse aus den zwanziger Jahren und später, 1970 (позднее издавалась под названием «Zwischen Taiga und Kaukasus»).
- Wie ich es sah, 1972.